# Copa del Emperador 2011
La 91.ª Copa del Emperador (第91回天皇杯全日本サッカー選手権大会 Dai 91-kai Tennōhai Zennihon Sakkā Senshuken Taikai?) fue la edición 2011 de dicha competición de fútbol, la más antigua de Japón. El torneo comenzó el 3 de septiembre de 2011 y terminó el 1 de enero de 2012.
El campeón fue F.C. Tokyo, tras vencer en la final a Kyoto Sanga. De esta manera, el conjunto de la capital nacional dio la vuelta olímpica por primera vez. Por lo mismo, disputó la Supercopa de Japón 2012 ante Kashiwa Reysol, ganador de la J. League Division 1 2011, y clasificó a la Liga de Campeones de la AFC 2012.

## Calendario
| Etapa            | Fechas                               | Número de equipos participantes | Observaciones |
| ---------------- | ------------------------------------ | ------------------------------- | --- |
| Primera ronda    | 3 y 4 (7 y 14) de septiembre de 2011 | 48 (1+47) → 24                  | - 1: universidad - 47: ganadores de copas prefecturales                                                                |
| Segunda ronda    | 8 y 10 (12) de octubre de 2011       | 64 (18+20+2+24) → 32            | - 18: clubes de la J1 - 20: clubes de la J2 - 2: clubes cabezas de serie de la JFL - 24: ganadores de la Primera ronda |
| Tercera ronda    | 16 de noviembre de 2011              | 32 → 16                         | - Participación de los ganadores de la Segunda ronda                                                                   |
| Cuarta ronda     | 17 (21) de diciembre de 2011         | 16 → 8                          | - Participación de los ganadores de la Tercera ronda                                                                   |
| Cuartos de final | 24 de diciembre de 2011              | 8 → 4                           | - Participación de los ganadores de la cuarta ronda                                                                    |
| Semifinales      | 29 de diciembre de 2011              | 4 → 2                           | - Participación de los ganadores de los cuartos de final                                                               |
| Final            | 1 de enero de 2012                   | 2 → 1                           | - Participación de los ganadores de las semifinales                                                                    |

1. 1 2  Sólo para los partidos 1, 4, 16 y 21, debido a las consecuencias de la tormenta tropical Talas.
2. ↑  Sólo para los partidos de los equipos cuartofinalistas de la Copa J. League 2011 (un total de 8 cuadros).
3. ↑  Sólo para el partido número 73, debido a que uno de los equipos implicados disputó la Copa Mundial de Clubes de la FIFA 2011 (Kashiwa Reysol).

## Equipos participantes

### J. League Division 1
- Vegalta Sendai
- Montedio Yamagata
- Kashima Antlers
- Urawa Red Diamonds
- Omiya Ardija
- Kashiwa Reysol
- Kawasaki Frontale
- Yokohama F. Marinos
- Ventforet Kofu
- Albirex Niigata
- Shimizu S-Pulse
- Júbilo Iwata
- Nagoya Grampus
- Gamba Osaka
- Cerezo Osaka
- Vissel Kobe
- Sanfrecce Hiroshima
- Avispa Fukuoka

### J. League Division 2
- Consadole Sapporo
- Mito HollyHock
- Tochigi S.C.
- Thespa Kusatsu
- JEF United Chiba
- F.C. Tokyo
- Tokyo Verdy
- Yokohama F.C.
- Shonan Bellmare
- Kataller Toyama
- F.C. Gifu
- Kyoto Sanga
- Gainare Tottori
- Fagiano Okayama
- Tokushima Vortis
- Ehime F.C.
- Giravanz Kitakyushu
- Sagan Tosu
- Roasso Kumamoto
- Oita Trinita

### Japan Football League
- F.C. Ryukyu
- Honda Lock

### Universidades
- Universidad de Salud y Ciencias del Deporte de Osaka

### Representantes de las prefecturas
- Universidad Chukyo
- Blaublitz Akita
- Universidad de Hachinohe
- Kashiwa Reysol sub-18
- Ehime FC Shimanami
- Maruoka Phoenix
- Universidad de Fukuoka
- Fukushima United
- F.C. Gifu Second
- Arte Takasaki
- Universidad de Economía de Hiroshima
- Escuela de Iwamizawa de la Universidad de Educación de Hokkaidō
- Sanyo Electric Sumoto
- Universidad de Tsukuba
- Zweigen Kanazawa
- Grulla Morioka
- Kamatamare Sanuki
- F.C. Kagoshima
- Y.S.C.C.
- Sagawa Printing S.C.
- Universidad de Kōchi
- Kumamoto-ken Kyōin Ke Tomo-dan
- Suzuka Rampole
- Sony Sendai
- Universidad Miyazaki Sangyō-keiei
- Matsumoto Yamaga
- V-Varen Nagasaki
- Nara Club
- JAPAN Soccer College
- Hoyo AC Elan Oita
- Fagiano Okayama Next
- Kaiho Bank
- Universidad Hannan
- Saga Lixil
- Universidad Internacional Heisei
- Sagawa Shiga F.C.
- Dezzolla Shimane
- Universidad Shizuoka Sangyō
- Tochigi Uva
- Machida Zelvia
- Sanyo Electric Tokushima
- Escuela Secundaria Yonago Kita
- Toyama Shinjo Club
- Arterivo Wakayama
- Facultad de Medicina de la Universidad de Yamagata
- Renofa Yamaguchi
- Escuela Secundaria de la Universidad Yamanashi Gakuin

## Resultados

### Primera ronda
| Fecha           | Ciudad | Local        | Resultado | Visitante    |
| --------------- | ------ | ------------ | --------- | ------------ |
| 1 de septiembre |        | Bandera de ? |           | Bandera de ? |
| 1 de septiembre |        | Bandera de ? |           | Bandera de ? |
| 1 de septiembre |        | Bandera de ? |           | Bandera de ? |
| 1 de septiembre |        | Bandera de ? |           | Bandera de ? |
| 1 de septiembre |        | Bandera de ? |           | Bandera de ? |
| 1 de septiembre |        | Bandera de ? |           | Bandera de ? |
| 1 de septiembre |        | Bandera de ? |           | Bandera de ? |
| 1 de septiembre |        | Bandera de ? |           | Bandera de ? |
| 1 de septiembre |        | Bandera de ? |           | Bandera de ? |
| 1 de septiembre |        | Bandera de ? |           | Bandera de ? |
| 1 de septiembre |        | Bandera de ? |           | Bandera de ? |
| 1 de septiembre |        | Bandera de ? |           | Bandera de ? |
| 1 de septiembre |        | Bandera de ? |           | Bandera de ? |
| 1 de septiembre |        | Bandera de ? |           | Bandera de ? |
| 1 de septiembre |        | Bandera de ? |           | Bandera de ? |
| 1 de septiembre |        | Bandera de ? |           | Bandera de ? |
| 1 de septiembre |        | Bandera de ? |           | Bandera de ? |
| 1 de septiembre |        | Bandera de ? |           | Bandera de ? |
| 1 de septiembre |        | Bandera de ? |           | Bandera de ? |
| 1 de septiembre |        | Bandera de ? |           | Bandera de ? |
| 1 de septiembre |        | Bandera de ? |           | Bandera de ? |
| 1 de septiembre |        | Bandera de ? |           | Bandera de ? |
| 1 de septiembre |        | Bandera de ? |           | Bandera de ? |
| 1 de septiembre |        | Bandera de ? |           | Bandera de ? |

### Segunda ronda
| Fecha         | Ciudad     | Local               | Resultado   | Visitante                                                       |
| ------------- | ---------- | ------------------- | ----------- | --------------------------------------------------------------- |
| 12 de octubre | Nagoya     | Nagoya Grampus      | 6:0         | Suzuka Rampole                                                  |
| 10 de octubre | Gifu       | F.C. Gifu           | 0:1         | Giravanz Kitakyushu                                             |
| 8 de octubre  | Kashiwa    | Kashiwa Reysol      | 2:0         | Tochigi Uva                                                     |
| 8 de octubre  | Kōfu       | Ventforet Kofu      | 2:1         | Machida Zelvia                                                  |
| 12 de octubre | Yokohama   | Yokohama F. Marinos | 3:1         | Kamatamare Sanuki                                               |
| 8 de octubre  | Utsunomiya | Tochigi S.C.        | 2:1         | Honda Lock                                                      |
| 12 de octubre | Niigata    | Albirex Niigata     | 5:0         | Toyama Shinjo Club                                              |
| 8 de octubre  | Matsumoto  | Yokohama F.C.       | 0:2         | Matsumoto Yamaga                                                |
| 12 de octubre | Kashima    | Kashima Antlers     | 2:0         | Universidad de Tsukuba                                          |
| 10 de octubre | Toyama     | Kataller Toyama     | (4) 3:3 (2) | Sagan Tosu                                                      |
| 8 de octubre  | Tendō      | Montedio Yamagata   | 2:0         | Blaublitz Akita                                                 |
| 10 de octubre | Kioto      | Kyoto Sanga         | 3:0         | Sagawa Printing S.C.                                            |
| 8 de octubre  | Kawasaki   | Kawasaki Frontale   | 2:1 (t.s.)  | Arte Takasaki                                                   |
| 10 de octubre | Ōita       | Oita Trinita        | 1:0         | Tokushima Vortis                                                |
| 10 de octubre | Kumagaya   | Omiya Ardija        | (3) 1:1 (5) | Universidad de Fukuoka                                          |
| 8 de octubre  | Hiratsuka  | Shonan Bellmare     | 2:1         | Fagiano Okayama Next                                            |
| 12 de octubre | Suita      | Gamba Osaka         | 2:0         | Sagawa Shiga F.C.                                               |
| 8 de octubre  | Sapporo    | Consadole Sapporo   | 2:3 (t.s.)  | Mito HollyHock                                                  |
| 8 de octubre  | Chōfu      | F.C. Tokyo          | 4:0         | F.C. Kagoshima                                                  |
| 10 de octubre | Kakogawa   | Vissel Kobe         | 8:0         | Sanyo Electric Sumoto                                           |
| 8 de octubre  | Hiroshima  | Sanfrecce Hiroshima | 4:2         | Zweigen Kanazawa                                                |
| 8 de octubre  | Matsuyama  | Ehime F.C.          | 2:0         | F.C. Ryukyu                                                     |
| 12 de octubre | Saitama    | Urawa Red Diamonds  | 4:1         | Universidad Miyazaki Sangyō-keiei                               |
| 10 de octubre | Tokio      | Tokyo Verdy         | 7:1         | V-Varen Nagasaki                                                |
| 12 de octubre | Osaka      | Cerezo Osaka        | 6:0         | Escuela de Iwamizawa de la Universidad de Educación de Hokkaidō |
| 8 de octubre  | Maebashi   | Thespa Kusatsu      | 0:1 (t.s.)  | Fagiano Okayama                                                 |
| 8 de octubre  | Sendai     | Vegalta Sendai      | 2:1 (t.s.)  | Sony Sendai                                                     |
| 8 de octubre  | Fukuyama   | Avispa Fukuoka      | 3:0         | Universidad de Kōchi                                            |
| 8 de octubre  | Shizuoka   | Shimizu S-Pulse     | 2:0         | F.C. Gifu Second                                                |
| 10 de octubre | Tottori    | Gainare Tottori     | 3:0         | Roasso Kumamoto                                                 |
| 12 de octubre | Iwata      | Júbilo Iwata        | 3:0         | Fukushima United                                                |
| 10 de octubre | Chiba      | JEF United Chiba    | 1:0         | Dezzolla Shimane                                                |

### Tercera ronda
| Fecha           | Ciudad    | Local                  | Resultado  | Visitante           |
| --------------- | --------- | ---------------------- | ---------- | ------------------- |
| 16 de noviembre | Nagoya    | Nagoya Grampus         | 1:0        | Giravanz Kitakyushu |
| 16 de noviembre | Kashiwa   | Kashiwa Reysol         | 6:1        | Ventforet Kofu      |
| 16 de noviembre | Yokohama  | Yokohama F. Marinos    | 3:0        | Tochigi S.C.        |
| 16 de noviembre | Niigata   | Albirex Niigata        | 0:1        | Matsumoto Yamaga    |
| 16 de noviembre | Kashima   | Kashima Antlers        | 2:1 (t.s.) | Kataller Toyama     |
| 16 de noviembre | Tendō     | Montedio Yamagata      | 2:3        | Kyoto Sanga         |
| 16 de noviembre | Kawasaki  | Kawasaki Frontale      | 4:0        | Oita Trinita        |
| 16 de noviembre | Saitama   | Universidad de Fukuoka | 0:3 (t.s.) | Shonan Bellmare     |
| 16 de noviembre | Suita     | Gamba Osaka            | 2:3 (t.s.) | Mito HollyHock      |
| 16 de noviembre | Chōfu     | F.C. Tokyo             | 2:1 (t.s.) | Vissel Kobe         |
| 16 de noviembre | Hiroshima | Sanfrecce Hiroshima    | 0:1        | Ehime F.C.          |
| 16 de noviembre | Saitama   | Urawa Red Diamonds     | 2:1        | Tokyo Verdy         |
| 16 de noviembre | Osaka     | Cerezo Osaka           | 3:0        | Fagiano Okayama     |
| 16 de noviembre | Sendai    | Vegalta Sendai         | 3:1        | Avispa Fukuoka      |
| 16 de noviembre | Shizuoka  | Shimizu S-Pulse        | 5:0        | Gainare Tottori     |
| 16 de noviembre | Iwata     | Júbilo Iwata           | 0:1        | JEF United Chiba    |

### Cuarta ronda
| Fecha           | Ciudad   | Local               | Resultado   | Visitante          |
| --------------- | -------- | ------------------- | ----------- | ------------------ |
| 21 de diciembre | Nagoya   | Nagoya Grampus      | (9) 3:3 (8) | Kashiwa Reysol     |
| 17 de diciembre | Toyama   | Yokohama F. Marinos | 4:0         | Matsumoto Yamaga   |
| 17 de diciembre | Marugame | Kashima Antlers     | 0:1         | Kyoto Sanga        |
| 17 de diciembre | Kawasaki | Kawasaki Frontale   | 0:1         | Shonan Bellmare    |
| 17 de diciembre | Mito     | Mito HollyHock      | 0:1         | F.C. Tokyo         |
| 17 de diciembre | Kumagaya | Ehime F.C.          | 1:3         | Urawa Red Diamonds |
| 17 de diciembre | Osaka    | Cerezo Osaka        | (4) 1:1 (2) | Vegalta Sendai     |
| 17 de diciembre | Shizuoka | Shimizu S-Pulse     | 2:0         | JEF United Chiba   |

### Cuartos de final
| Fecha           | Ciudad   | Estadio                   | Local          | Resultado   | Visitante           |
| --------------- | -------- | ------------------------- | -------------- | ----------- | ------------------- |
| 24 de diciembre | Nagoya   | Estadio Atlético Mizuho   | Nagoya Grampus | (3) 0:0 (4) | Yokohama F. Marinos |
| 24 de diciembre | Kawasaki | Estadio Atlético Todoroki | Kyoto Sanga    | 1:0         | Shonan Bellmare     |
| 24 de diciembre | Kumagaya | Estadio Atlético          | F.C. Tokyo     | 1:0         | Urawa Red Diamonds  |
| 24 de diciembre | Osaka    | Estadio Nagai             | Cerezo Osaka   | (6) 2:2 (5) | Shimizu S-Pulse     |

| 24 de diciembre de 2011, 13:01 | Nagoya Grampus                                   | 0:0 (t. s.)(3:4 p.)        | Yokohama F. Marinos                     | Estadio Atlético Mizuho, Nagoya                        |                                                        |
|                                |                                                  | Reporte                    |                                         | Asistencia: 8.728 espectadores Árbitro(s): Jumpei Iida | Asistencia: 8.728 espectadores Árbitro(s): Jumpei Iida |
|                                |                                                  | Tiros desde el punto penal |                                         |                                                        |                                                        |
|                                | Fujimoto · Isomura · Ogawa · Yoshimura · Córdoba |                            | Nakamura · Kurihara · Kobayashi · Kanai |                                                        |                                                        |

| 24 de diciembre de 2011, 15:04 | Kyoto Sanga | 1:0 (1:0) | Shonan Bellmare | Estadio Atlético Todoroki, Kawasaki                    |                                                        |
|                                | Dutra 40'   | Reporte   |                 | Asistencia: 4.251 espectadores Árbitro(s): Minoru Tōjō | Asistencia: 4.251 espectadores Árbitro(s): Minoru Tōjō |

| 24 de diciembre de 2011, 13:04 | F.C. Tokyo   | 1:0 (1:0) | Urawa Red Diamonds | Estadio Atlético, Kumagaya                              |                                                         |
|                                | Ishikawa 20' | Reporte   |                    | Asistencia: 11.612 espectadores Árbitro(s): Kenji Ōgiya | Asistencia: 11.612 espectadores Árbitro(s): Kenji Ōgiya |

| 24 de diciembre de 2011, 13:00 | Cerezo Osaka                                                           | 2:2 (1:1, 1:1) (t. s.)(6:5 p.) | Shimizu S-Pulse                                           | Estadio Nagai, Osaka                                     |                                                          |
|                                | B.K. Kim 11' · Kiyotake 93'                                            | Reporte                        | Ono 23' · Takagi 104'                                     | Asistencia: 8.252 espectadores Árbitro(s): Hajime Matsuo | Asistencia: 8.252 espectadores Árbitro(s): Hajime Matsuo |
|                                |                                                                        | Tiros desde el punto penal     |                                                           |                                                          |                                                          |
|                                | Kiyotake · B.K. Kim · Kurata · Maruhashi · Bando · Yamaguchi · Komatsu |                                | Ōmae · Alex · Itō · Iwashita · Bosnar · Takagi · Yamamoto |                                                          |                                                          |

### Semifinales
| Fecha           | Ciudad | Estadio          | Local               | Resultado  | Visitante    |
| --------------- | ------ | ---------------- | ------------------- | ---------- | ------------ |
| 29 de diciembre | Tokio  | Estadio Nacional | Yokohama F. Marinos | 2:4 (t.s.) | Kyoto Sanga  |
| 29 de diciembre | Osaka  | Estadio Nagai    | F.C. Tokyo          | 1:0        | Cerezo Osaka |

| 29 de diciembre de 2011, 15:03 | Yokohama F. Marinos        | 2:4 (2:2, 1:0) (t. s.) | Kyoto Sanga                                   | Estadio Nacional, Tokio                                |                                                        |
|                                | Watanabe 42' · Ōguro 90+5' | Reporte                | Kudō 50' · Dutra 72' · Kubo 116' · Komai 120' | Asistencia: 14.467 espectadores Árbitro(s): Ryūji Satō | Asistencia: 14.467 espectadores Árbitro(s): Ryūji Satō |

| 29 de diciembre de 2011, 13:06 | F.C. Tokyo | 1:0 (0:0) | Cerezo Osaka | Estadio Nagai, Osaka                                       |                                                            |
|                                | Yazawa 77' | Reporte   |              | Asistencia: 11.982 espectadores Árbitro(s): Masaaki Iemoto | Asistencia: 11.982 espectadores Árbitro(s): Masaaki Iemoto |

### Final
| Fecha              | Ciudad | Estadio          | Local       | Resultado | Visitante  |
| ------------------ | ------ | ---------------- | ----------- | --------- | ---------- |
| 1 de enero de 2012 | Tokio  | Estadio Nacional | Kyoto Sanga | 2:4       | F.C. Tokyo |

| 1 de enero de 2012, 14:05 | Kyoto Sanga             | 2:4 (1:3) | F.C. Tokyo                                 | Estadio Nacional, Tokio                                      |                                                              |
|                           | Nakayama 13' · Kubo 71' | Reporte   | Konno 15' · Morishige 36' · Lucas 42', 66' | Asistencia: 41.974 espectadores Árbitro(s): Yūichi Nishimura | Asistencia: 41.974 espectadores Árbitro(s): Yūichi Nishimura |

|                                |
| Bandera de Tokio               |
| Campeón F.C. Tokyo 1.er título |